# Holíč
Holíč (německy Weißkirchen/Holitsch, maďarsky Holics) je město na západním Slovensku, v Trnavském kraji. Žije v něm přibližně 11 tisíc obyvatel. V roce 2001 se k české národnosti hlásilo 3,68 % obyvatel.

## Historie
První písemná zmínka o Holíči je z roku 1205.
Původní vodní hrad, postupně rozšiřovaný a přestavovaný až do podoby barokního holíčského zámku, býval významným vojenským opevněním. Dne 12. července 1315 došlo v předhradí k tzv. bitvě o Holíč mezi vojsky Matúše Čáka Trenčanského a Jana Lucemburského.
V roce 1438 přiznal Albrecht Habsburský predikát "z Holíče" svému kancléři Kašparu Šlikovi a rod Šliků pak tento predikát užíval (hrabata z Holíče a Pasounu, německy Graf Schlik zu Bassano und Weißkirchen). Reálné stopy po působení tohoto rodu ale v Holíči nejsou.
V roce 1627 hrad dobyl Gabriel Betlen. V roce 1736 statky v Holíči a Šaštíně koupil František Lotrinský, který v roce 1743 založil v Holíči první manufakturu na výrobu fajánse v rakouské monarchii. Holíčská keramika se tu vyráběla až do roku 1827. Bývalá budova manufaktury je dnes využívána jako Městská galerie.
Statky Holíč a Šaštín, bývalé majetky císařské rodiny (12 975 ha lesní a zemědělské půdy), spravovalo po vzniku Československa ředitelství Státních lesů a statků v Praze.

## Přírodní poměry
Město se nachází v Záhorské nížině, nedaleko řeky Moravy, pět kilometrů od Hodonína a devět kilometrů od Skalice. Do katastrálního území obce zasahuje část chráněného areálu Búdkovianske rybníky a přírodní památka Kátovské rameno.

## Pamětihodnosti
- Holíčský zámek
- Loretánská kaple
- Kostel Božího srdce
- Lihovar z roku 1880
- Větrný mlýn z první poloviny 19. století
- Kapucínský klášter z poloviny 18. století
- Manufaktura na výrobu holíčské keramiky
- Evangelický kostel
- Sousoší Nejsvětější Trojice
- Podzámecký vodní mlýn
- Silniční mosty
- Ústřední sýpka
- Hradní studna
- Hrob důstojníka z roku 1806
- Kaple svatého Floriána
- Bytový dům z roku 1755
- Dva měš

### Holíčská svatyně
Na pahorku nad městem byla v roce 1988 objevena kamenná kultovní stavba kruhového půdorysu. 25 kamenů o výšce až 6,8 m bylo seřazeno ve dvou kruzích. Větší kruh se 16 kameny měl průměr 23 metrů. V menším kruhu se nacházelo 8 kamenů a uprostřed největší kámen. Část kamenů byla dekorovaná obrazy nástrojů a mytologickými scénami. Stáří se odhaduje na cca 5 500 let. Kresby na kamenech jsou podle prof. Le Rouxe z Francouzské akademie věd datovány nejpozději do doby železné, přičemž samotná kamenná kultovní stavba je mnohem starší. Nález je však i zpochybňován a jde údajně jen o pískovcové balvany, které byly v různé hloubce pod povrchem.

## Osobnosti
- Jozef Agnelli (1852–1923), pěstitel léčivých rostlin a kněz
- Jozef Čabelka (1910–1987), vědec a pedagog, akademik Slovenská akademie věd
- Eliška Jechová (1921–2015), česká spisovatelka
- Eugen Löbl (1907–1987), ekonom
- Mirko Nešpor (1924–1944), antifašista
- Daniel Rapant (1897–1988), historik, archivář a vysokoškolský pedagog
- Heinz Jakob Tauber (1917–2008), československý lékař a spisovatel židovského původu

## Partnerská města
- Hodonín, Česko
- Hollabrunn, Rakousko
- Gložan, Srbsko
- Maloyaroslavets, Rusko

## Galerie

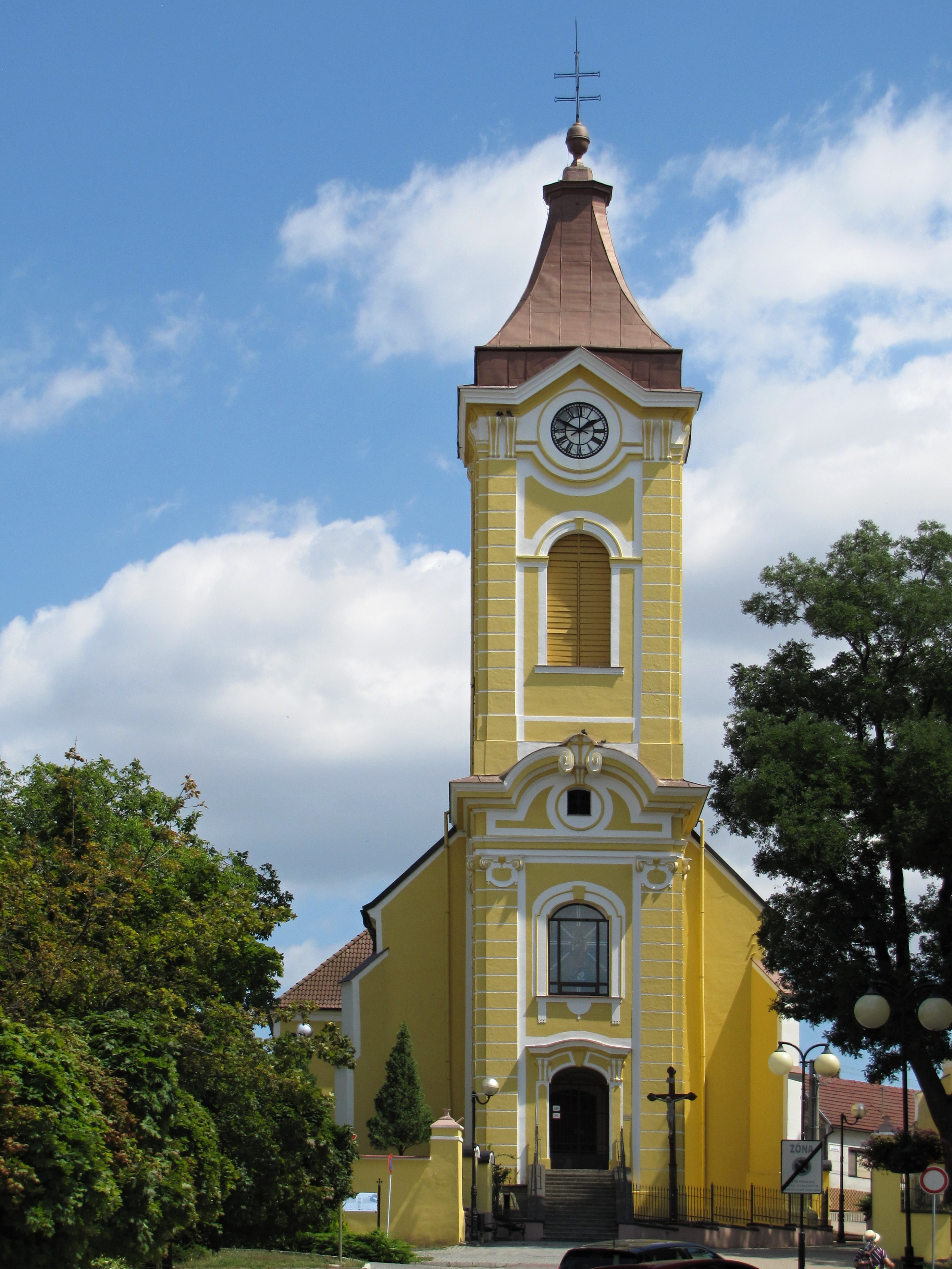
Kostel Božského srdce Ježíšova
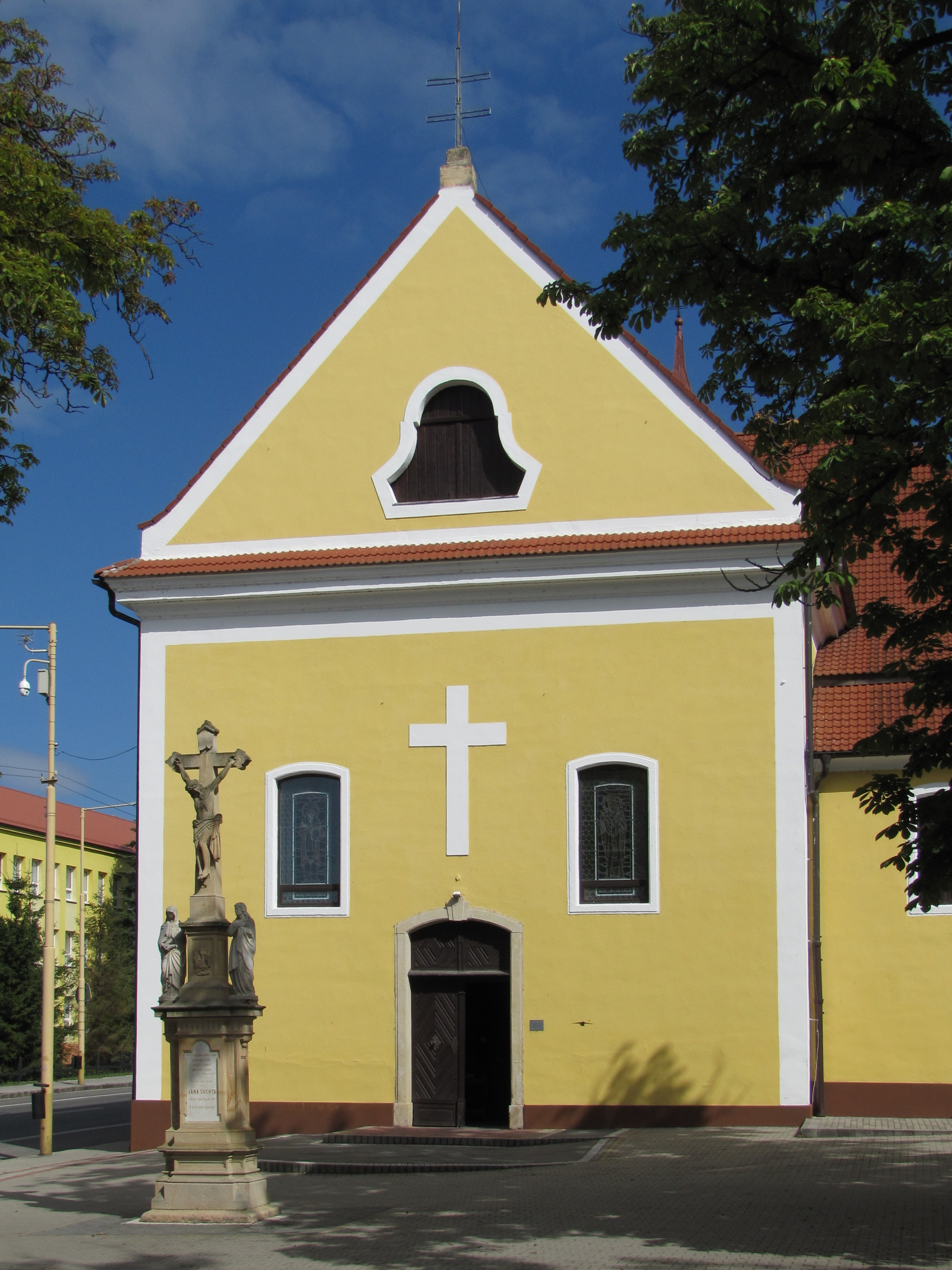
Kostel sv. Martina
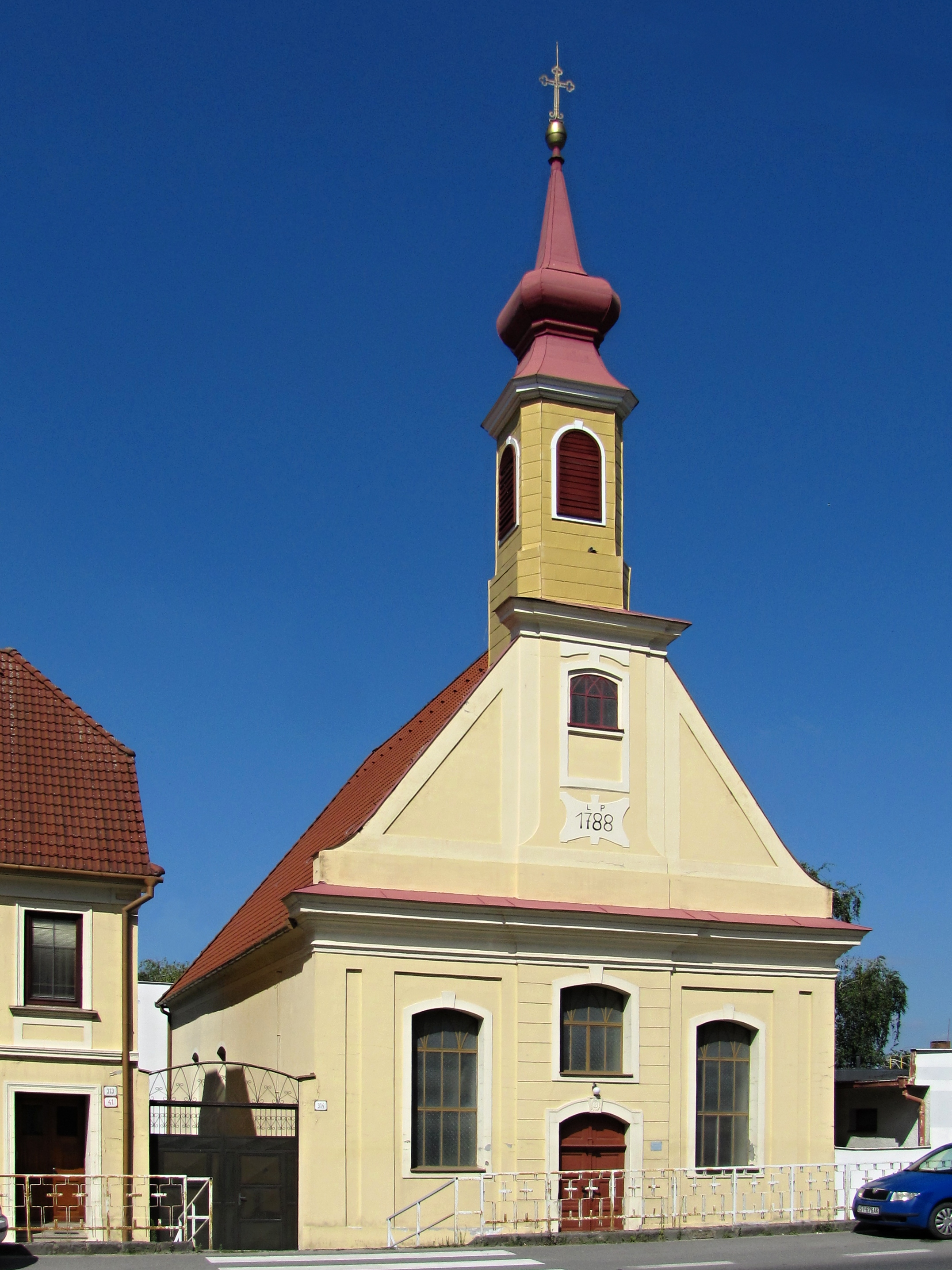
Evangelický kostel
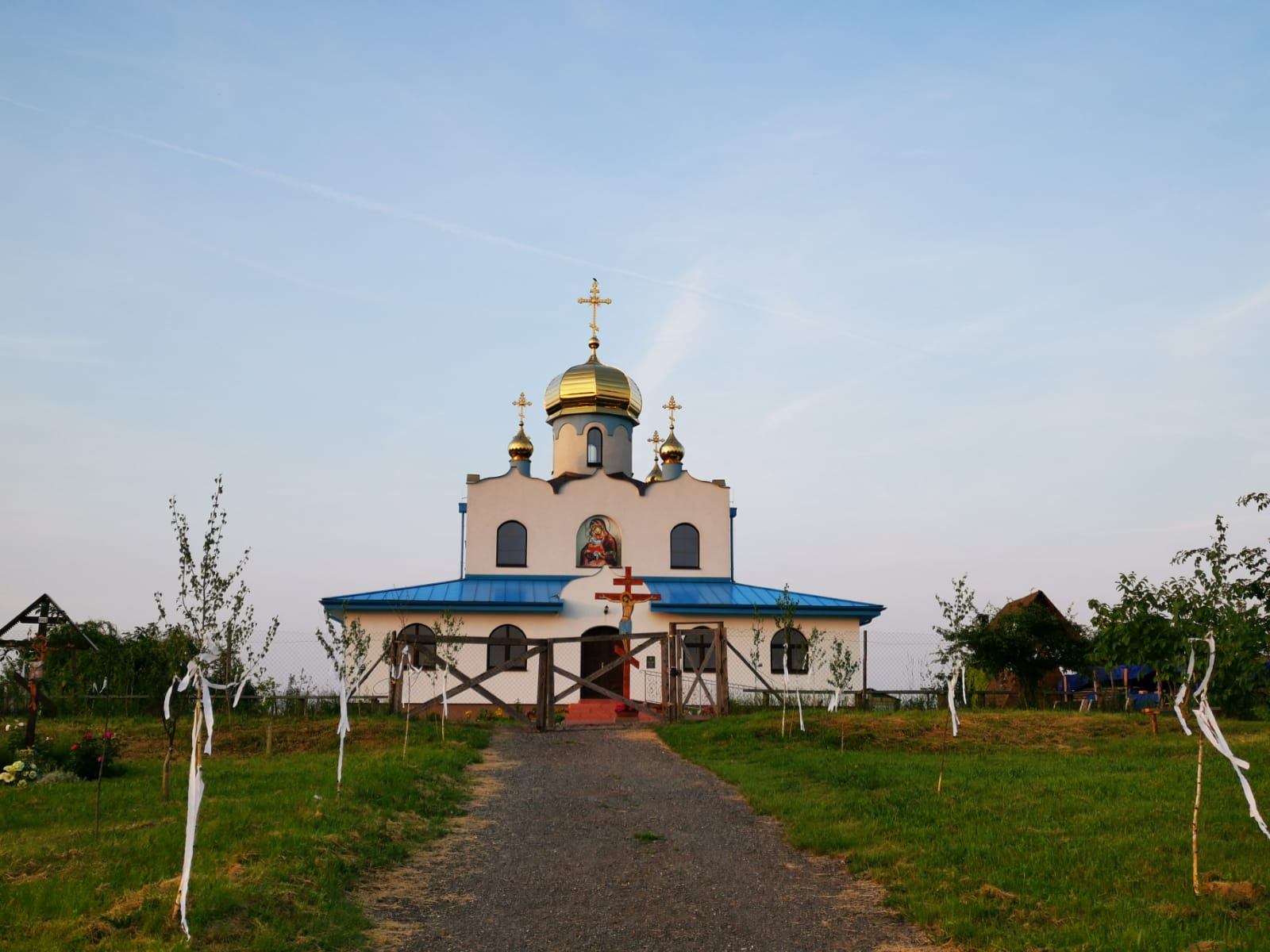
Pravoslavný chrám
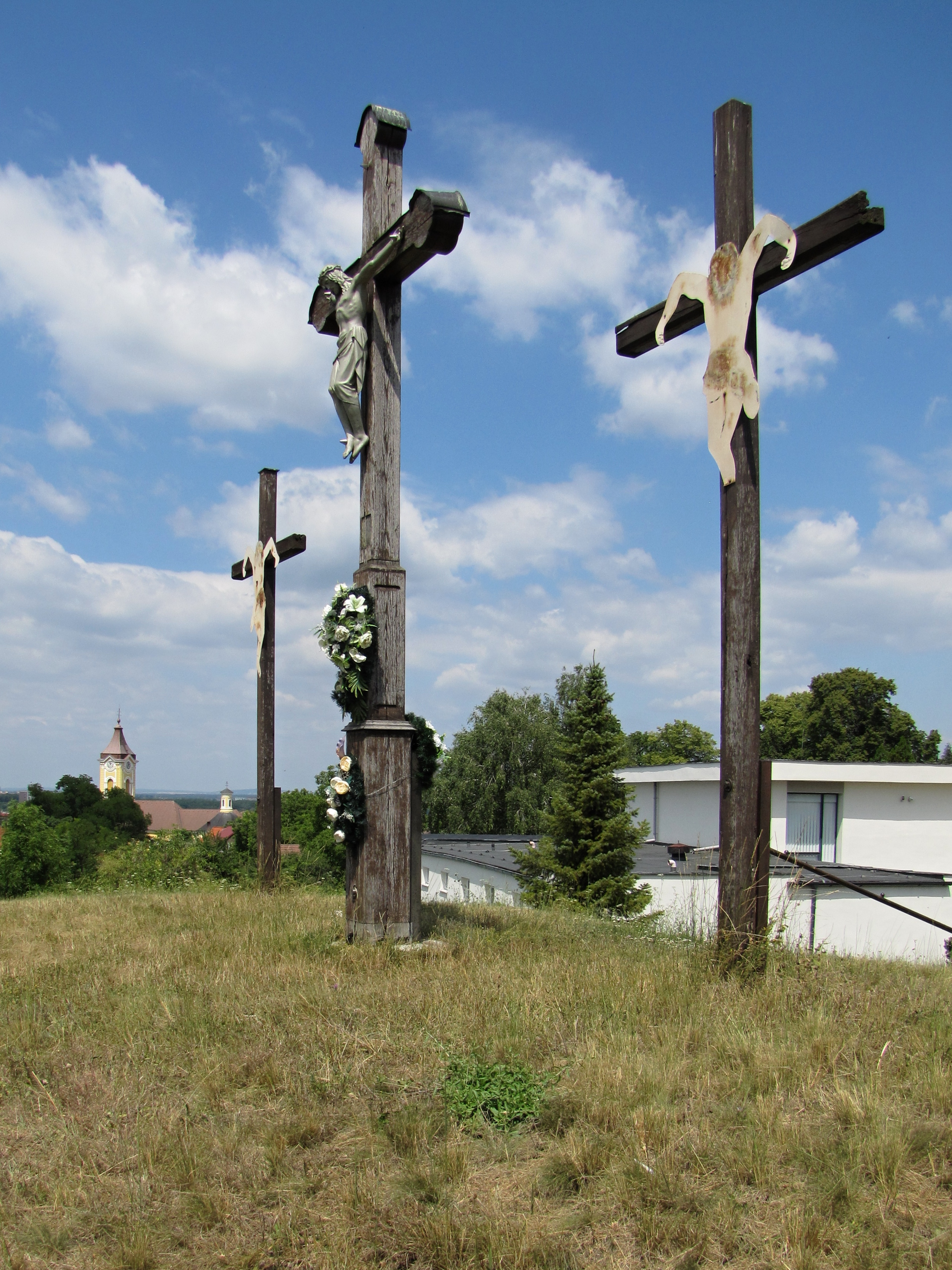
Kalvárie
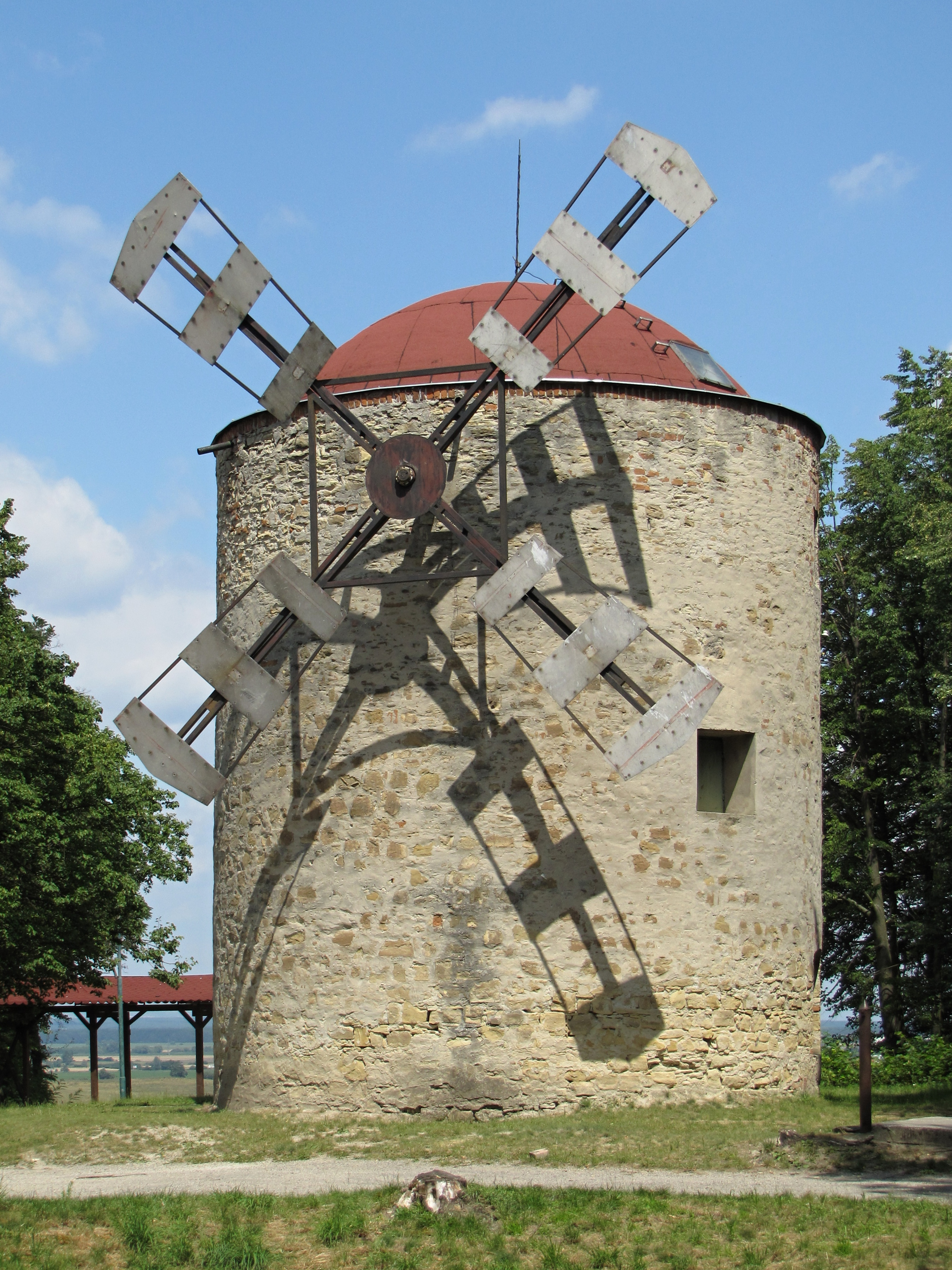
Větrný mlýn
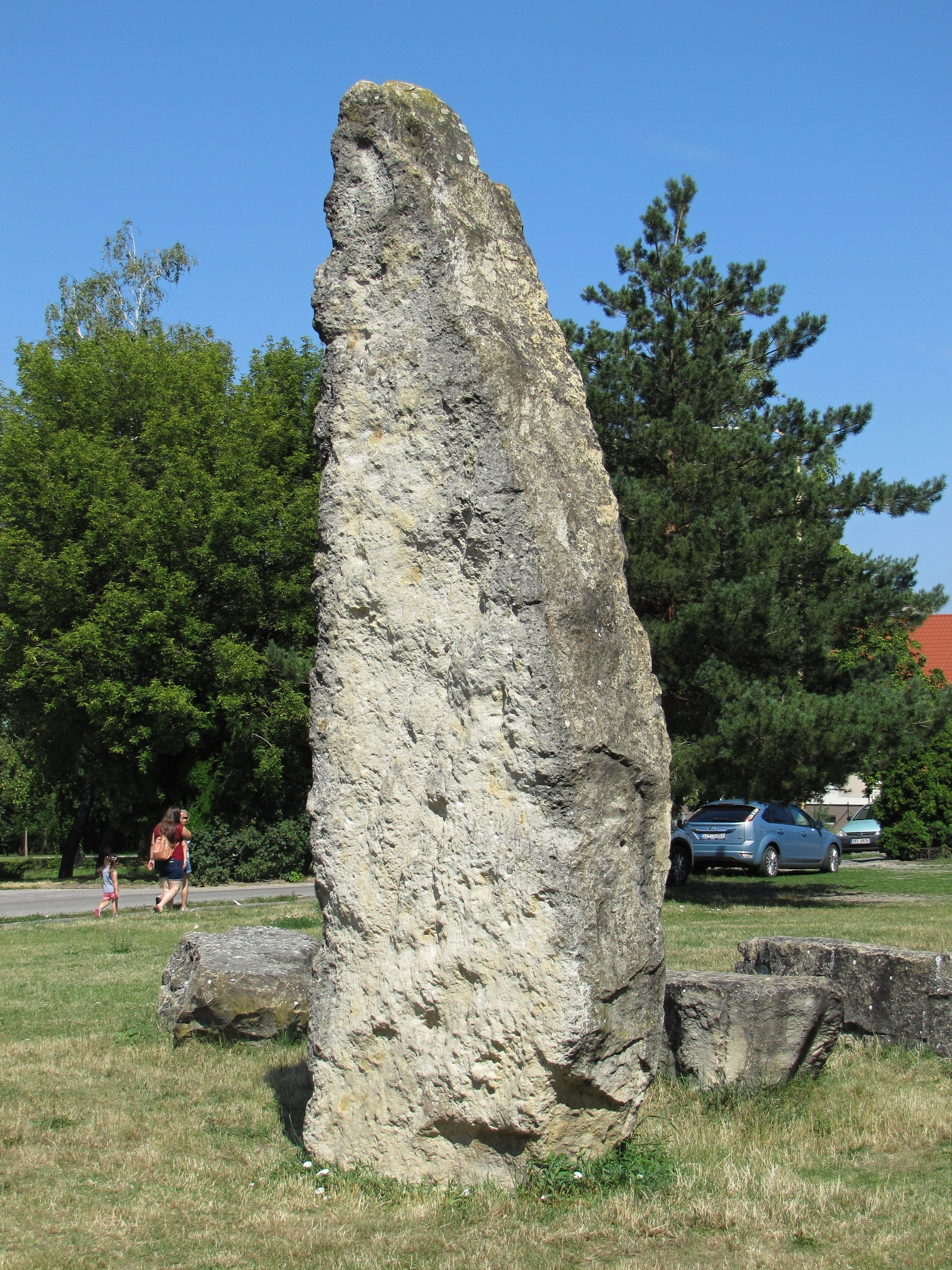
Holíčské menhiry